# Rio Novo (Venise)
Pour les articles homonymes, voir Rio Novo.

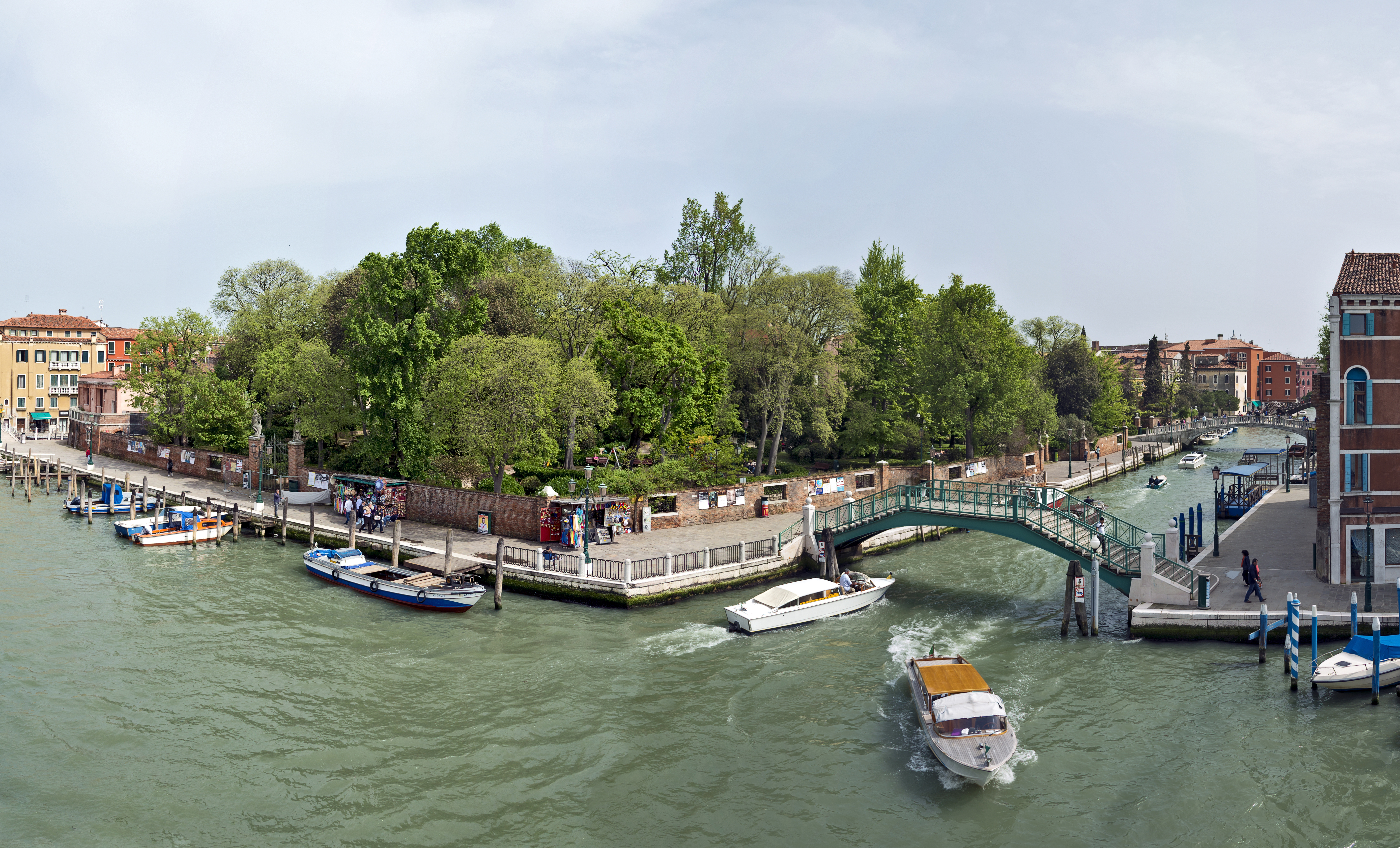
Abouchement du Rio Novo dans le grand Canal.

Le rio Nuovo (en vénitien rio Novo; canal Neuf) est un canal de Venise dans les sestiere de Santa Croce et de Dorsoduro.

## Description

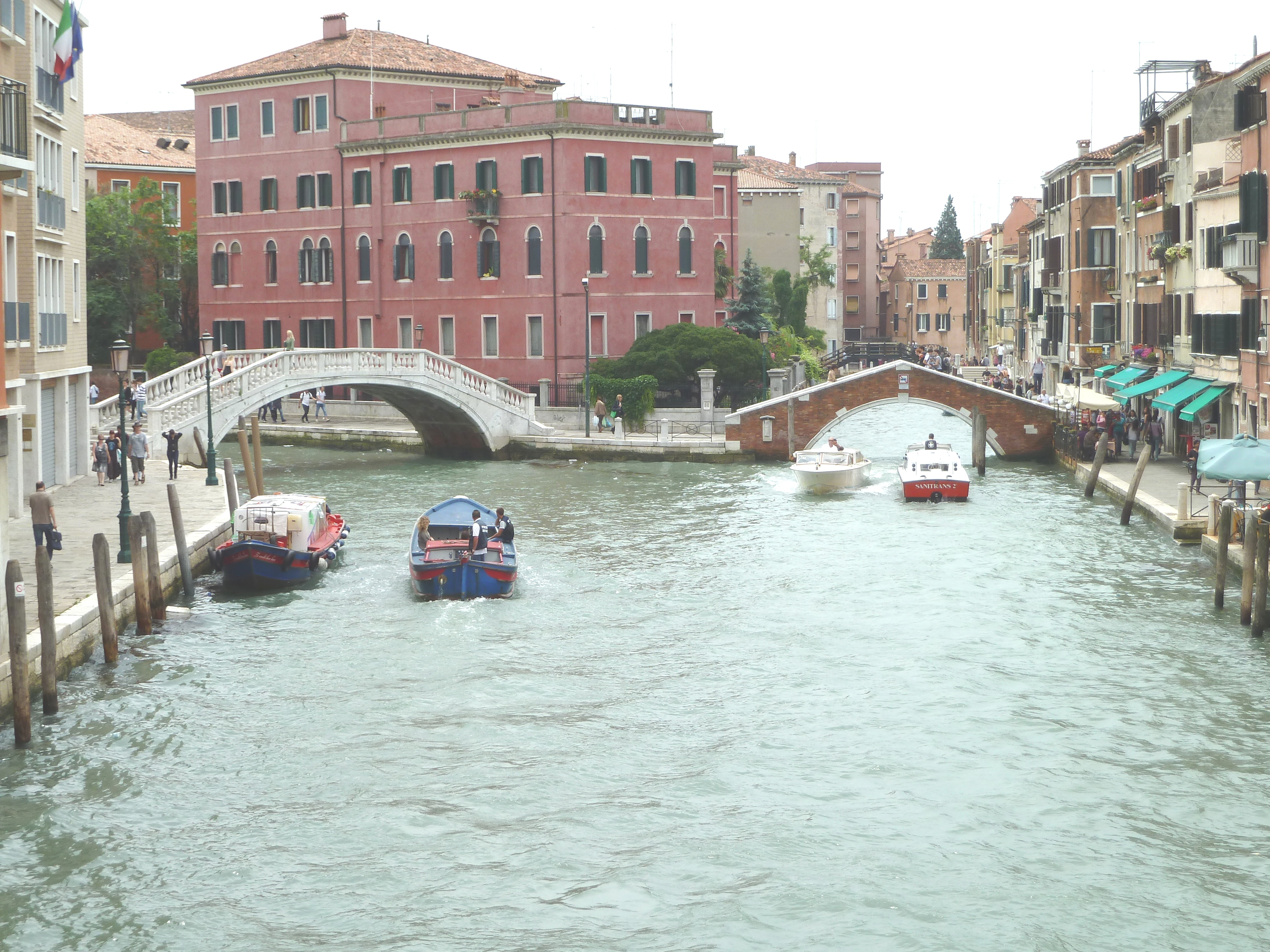
Le rio Novo a une largeur importante dépassant parfois 15 mètres

Le rio Novo, qui est le canal le plus large de Santa Croce, fut creusé en 1933. 
Il a une longueur de près de 500 mètres et une largeur importante de plus de 15 m. Il raccorde le Grand Canal vers le sud, puis l'est au confluent des rii del Malcanton, de Santa Margarita et de Ca'Foscari, dans lequel il se prolonge. 

### Rio dei Pensieri
Jadis, un canal au sud de et parallèle au rio delle Burchielle reliait le rio Novo au rio di Santa Marta d'est en ouest : le rio dei Pensieri. Il avait un quai sur son flanc sud, qui le longeait sur tout son parcours et un au nord, qui partait de la Calle de Cà Bernardo sur environ la moitié de la longueur du canal. Il était traversé par deux ponts : un privé et un public sur la Fondamenta dei Tre Ponti ou del Pagan, appelé Ponte del Magazen.

Enfoui en 1845, il donna le jour au Rio Terà dei Pensieri.

## Situation
Ce rio longe :
- le fondamenta Cossetti ;
- le fondamenta Papadopoli ;
- le fondamenta del Rio Novo ;
- le fondamenta del Pagan ;
- les jardins Papadopoli ;
- les Piazzale Roma ;
- le rio de le Burchiele ;
- le rio del Gaffaro ;
- le rio dei Tre Ponti.

## Ponts
Ce rio est traversé par cinq ponts (du nord au sud) :

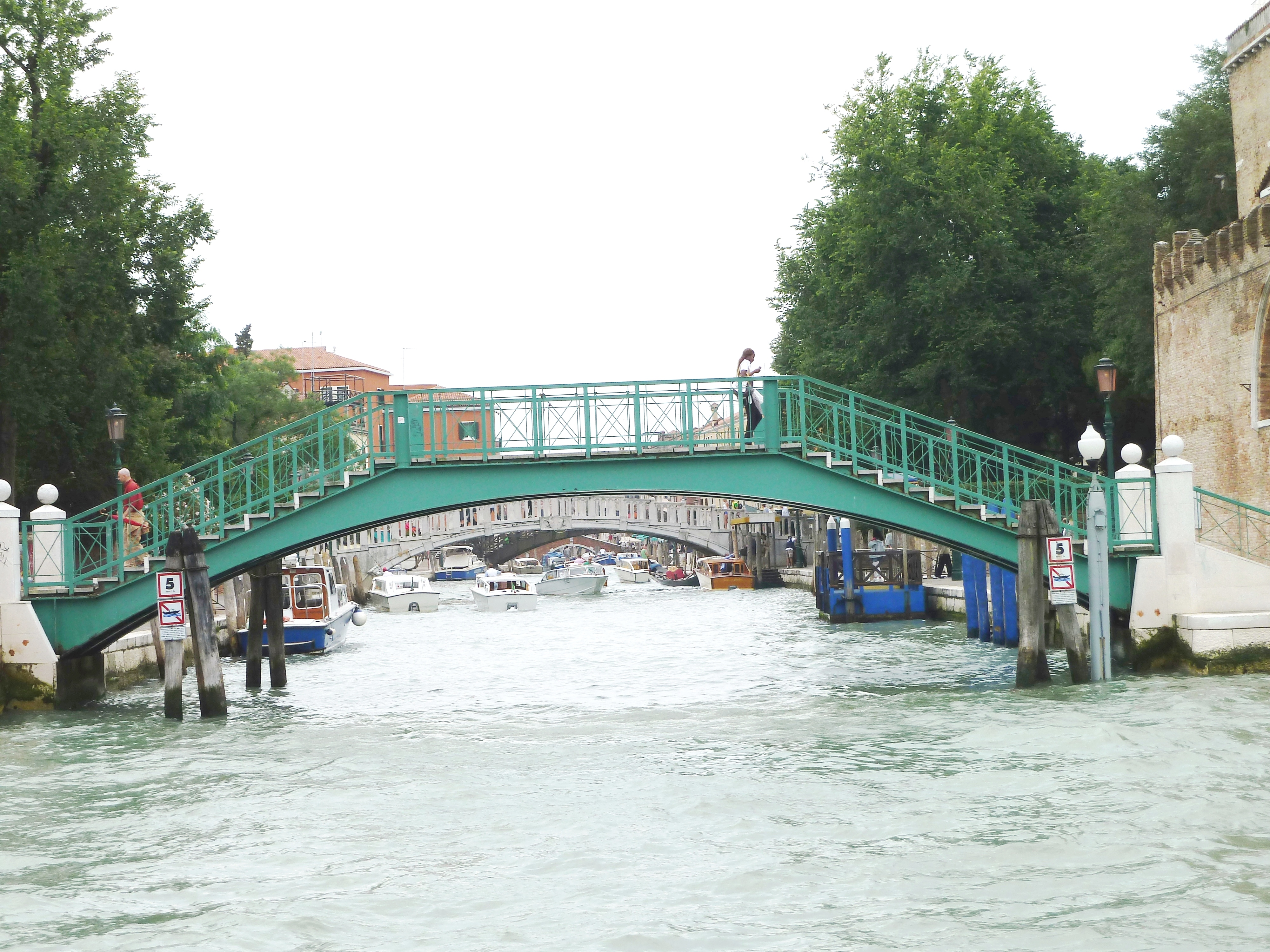
Ponte Santa Chiara (o del Monastero)  reliant les Fondamenta Santa Chiara (Piazzale Roma) aux Giardini Papadopoli
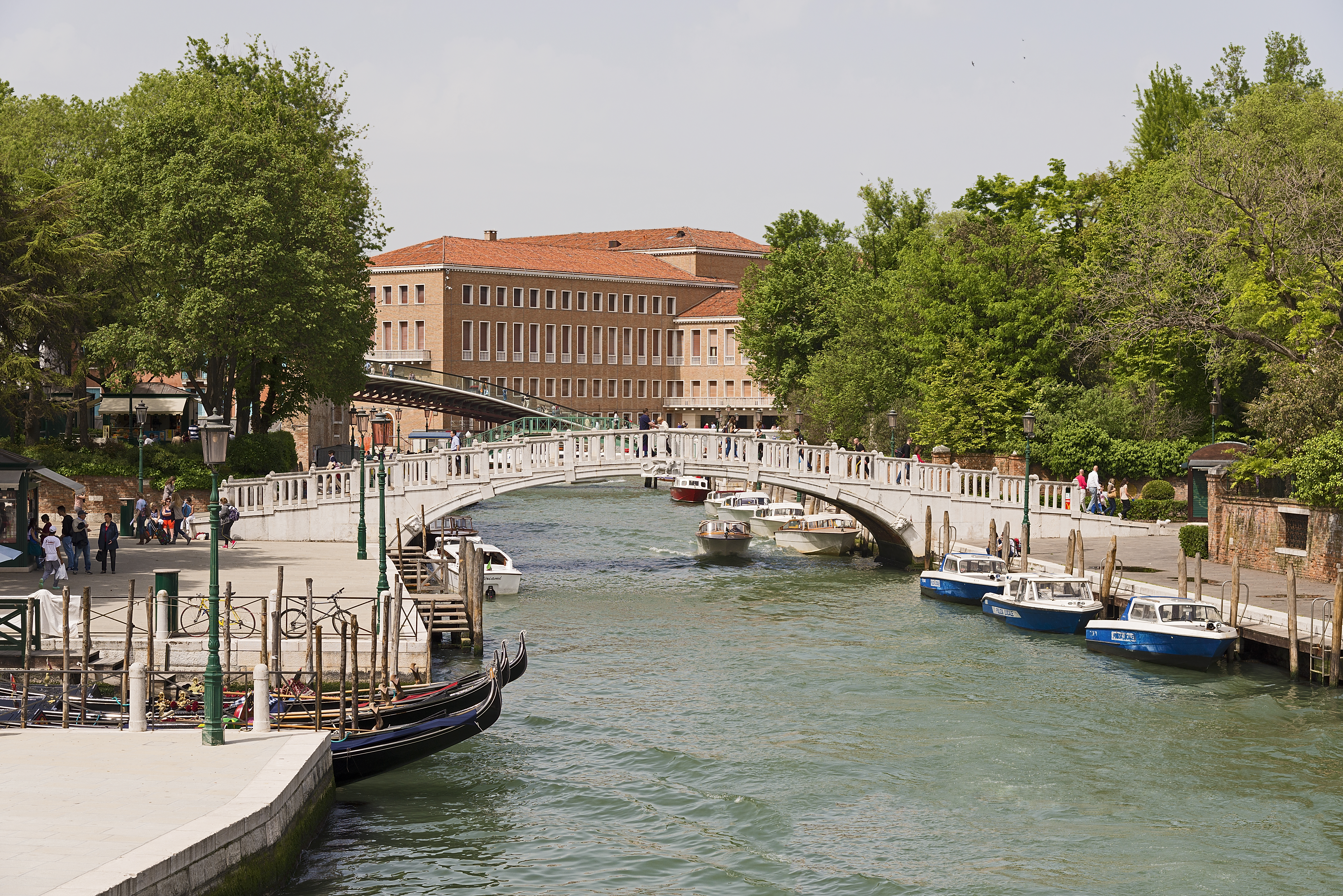
Ponte del Prefetto o Papadopoli reliant le Piazzale Roma aux Giardini Papadopoli, conçu en 1933 par Eugenio Miozzi (1889-1979), restauré en 1989
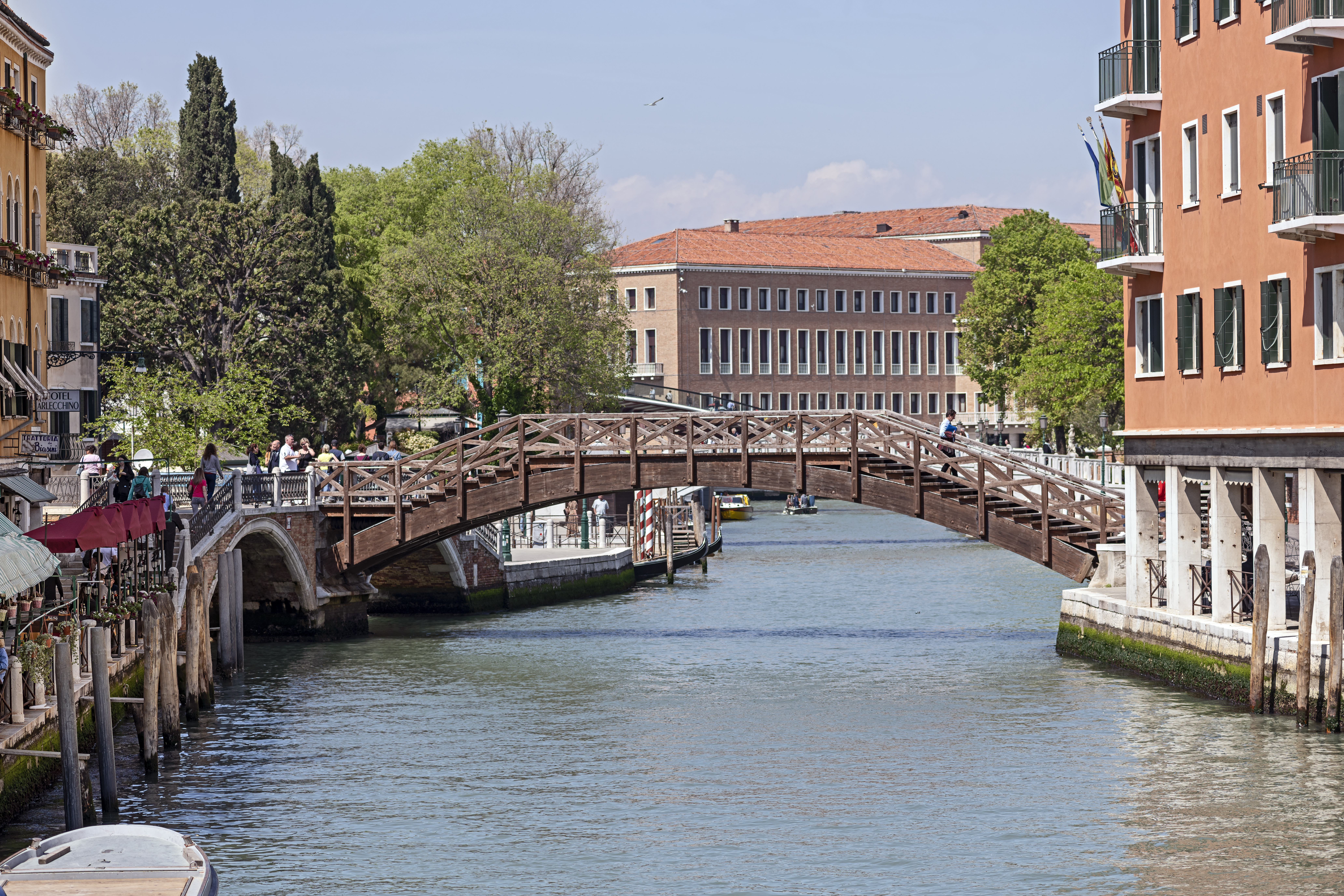
Ponte dei Tre Ponti reliant le Campo éponyme à la  fondamenta del Magazen
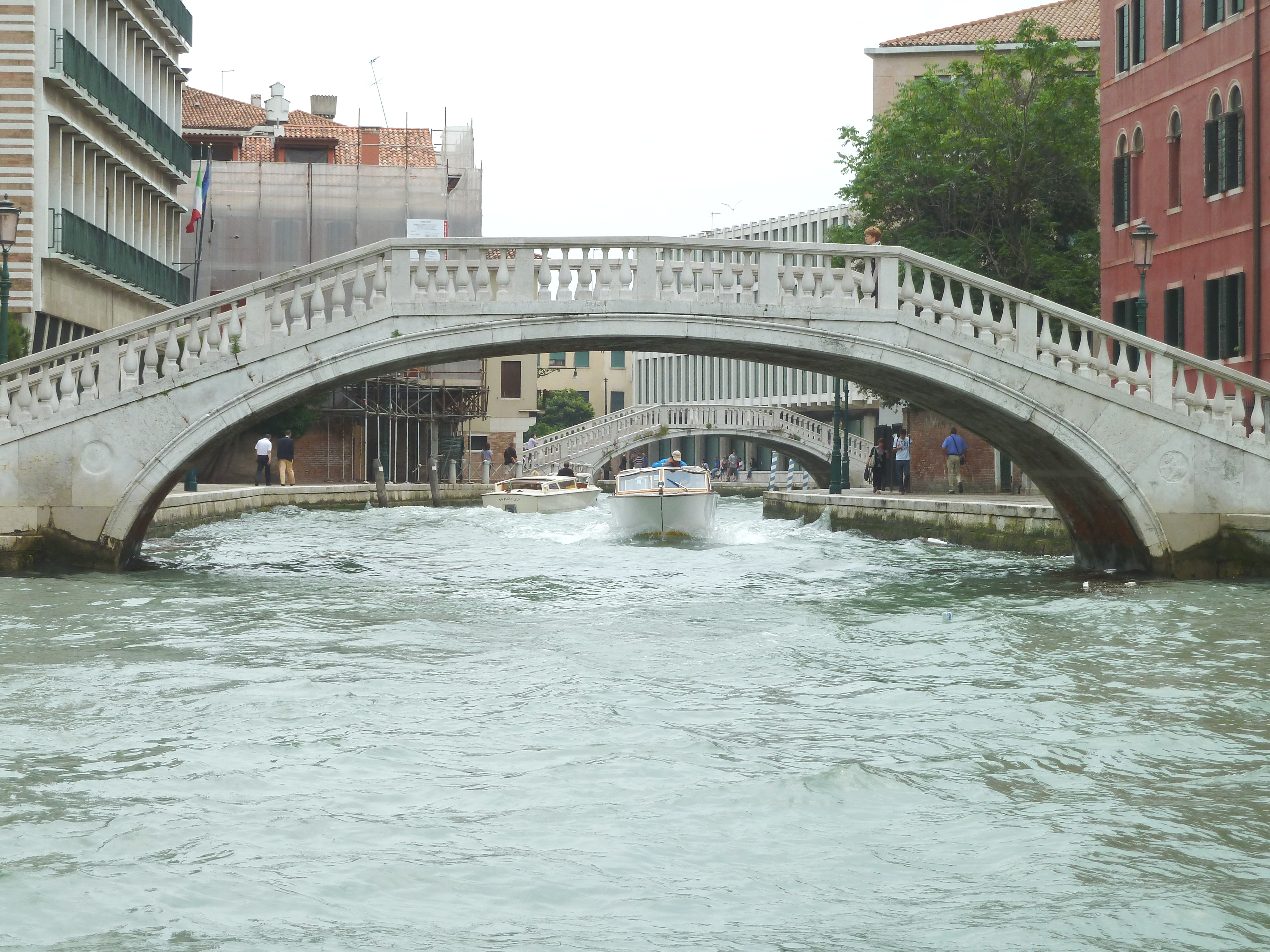
Ponte de la Cereria [2]reliant la calle éponyme et la fondamenta del rio Novo
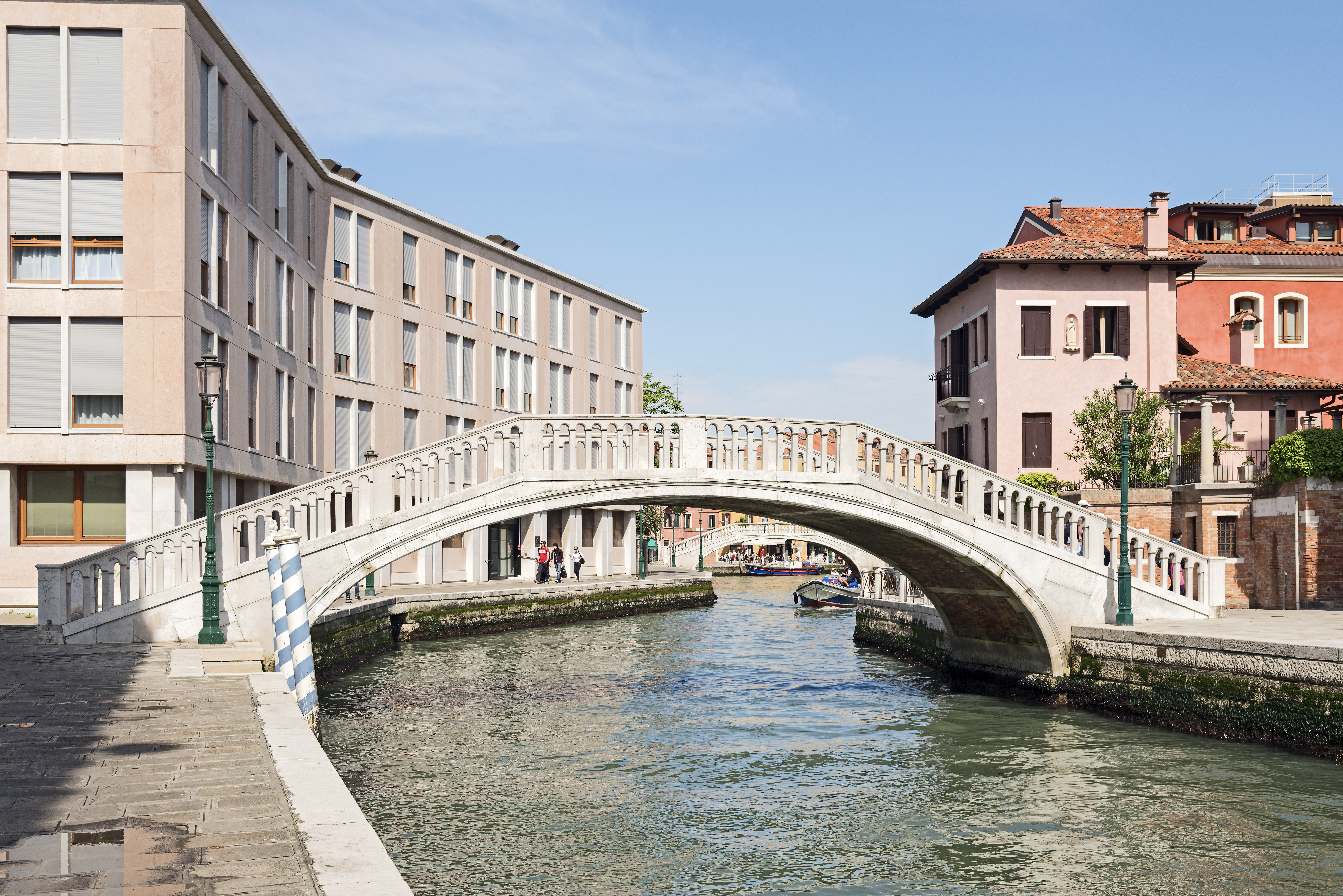
Ponte de la Sbiaca[3] reliant la calle éponyme et la Calle larga dei Ragusei